# Elijah di Fulda

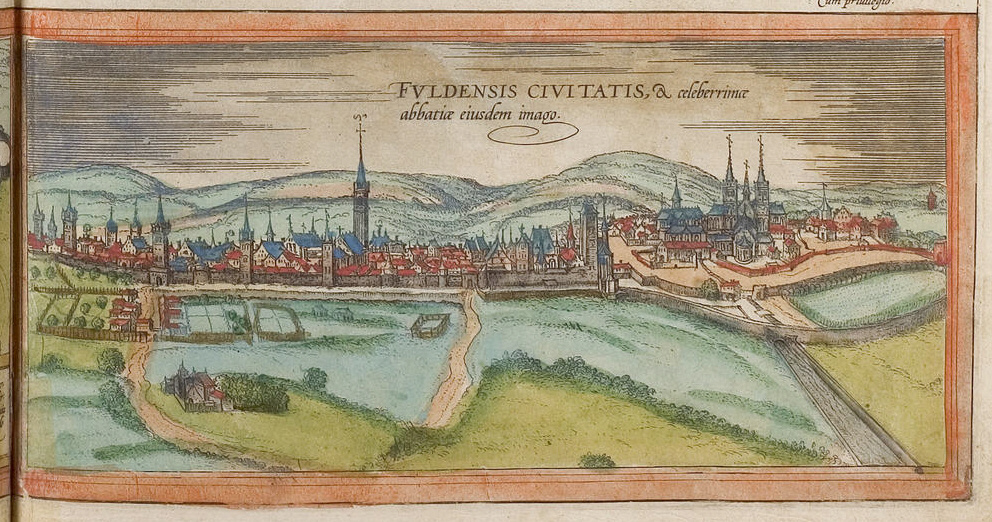
Fulda nel XVI secolo

, in ebraico אליהו מפולדה‎? (Vyžnycja, 1650 – Fulda, 1720), rabbino ebreo talmudista, fu uno dei primi e più importanti commentatori aschenaziti del precedentemente trascurato Talmud di Gerusalemme (Yerushalmi).

## Biografia
Elijah ben Judah Loeb visse a Vyžnycja per gran parte della sua vita, stabilendosi a Fulda (Germania) in tarda età. La suddivisione del suo commentario in due parti — Commentario e Novellae — divenne il modello della suddivisione in due parti del Korban ha-Edah ("The Communal Sacrifice") di David ben Naphtali Fränkel (1704–1762). Il suo Korban ha-Edah (o Qorban Ha'edah) fu pubblicato postumo a Dessau nel 1743.